# 简姓
簡姓是一個中文姓氏，在《百家姓》中排名第382位。相关的姓有台湾和閩南一帶的張簡姓，于元末明初洪武四年辛亥时漳州府簡德潤入贅張姓進興家，希望將來張簡兩姓均有子嗣可傳，和張家商量後，決定生子姓張簡以傳後人。

## 起源
- 出自姬姓。以谥号为姓。春秋时，晋国有大夫狐鞫居，他的祖先是周武王之子唐叔虞的支裔，狐鞫居的封邑在续，死后谥为续简伯，他的后代便以其谥号为姓，称简姓。
- 出自耿姓。为三国时蜀漢简雍之后。简雍本姓耿，幽州人读"耿"与"简"同音，遂变为简姓。
- 出自检姓。汉代时有句章尉检其明，因避讳而改姓简。

## 分布
中國大陸江西、湖南、广东、海南、四川、贵州、云南、陕西、福建與香港和台灣比较多。

## 延伸阅读
[在维基数据编辑]
 《百家姓》
 《欽定古今圖書集成·明倫彙編·氏族典·簡姓部》，出自陈梦雷《古今圖書集成》